# Calliano (Piemont)
Calliano (piemontiul: Calian) település Olaszországban, Piemont régióban, Asti megyében. Lakosainak száma 1203 fő (2023. január 1.). Calliano Alfiano Natta, Asti, Castagnole Monferrato, Castell’Alfero, Grana, Penango, Portacomaro, Scurzolengo és Tonco községekkel határos.

## Népesség
A település népességének változása:
| Lakosok száma | 1290 | 1271 | 1203 |
|               | 2017 | 2018 | 2023 |